# Pharmaceutical Journal
Pharmaceutical Journal (abreviado Pharm. J.) es una revista científica con ilustraciones y descripciones botánicas que es publicada en Londres  desde 1895 hasta ahora, con el nombre de Pharmaceutical journal; a weekly record of pharmacy and allied subjects. Fue precedida por Pharmaceutical Journal and Transactions.

## Publicación
- Publicada desde el nº 55+, o como ser. 4, vol. 1+.